# Rudolf Toth
Rudolf Toth (* 30. März 1918  in Törökbalint; † 19. Juli 2009) war ein österreich-ungarischer Briefmarkenstecher.

## Leben
Rudolf Toth wurde 1918 in Törökbalint, Österreich-Ungarn geboren (heute zu Ungarn gehörend). Nach einer Lehre bei Ferdinand Löber und Wilhelm Dachauer fing er an, offiziell als Briefmarkenstecher für Österreich zu arbeiten. Er gravierte seine erste Briefmarke 1947. Seine Karriere in der Briefmarkengravur endete im Jahre 1992, als er die letzte Briefmarke zu Ehren von George Saikos gravierte. In den 45 Jahren gravierte er sehr viele Briefmarken sowie auch Geldscheine. Am 19. Juli 2009 starb er im Alter von 91 Jahren und wurde in Wien begraben.